# 岩波全書
岩波全書（いわなみぜんしょ）とは、岩波書店から出版されていた叢書。

## 概要
1933年12月10日に「もっとも信頼すべき基礎的学術書」を目指して創刊され、438点が刊行された。判型はやや小ぶりのB6判で、刊行当初は箱にはいっていたが、1970年ごろからの新刊、重版書目については箱を使用しないことになった。
この形式で、三笠書房は1930年代に、唯物論研究会の論客を著者に起用して、〈唯物論全書〉（のちに〈三笠全書〉と改名）というシリーズを発刊して対抗した。
2005年より中でも特に評価の高い作品が復刊されている。